# Ray Ruddy
Raymond Maurice Ruddy, detto Ray (New York, 31 agosto 1911 – New York, 4 dicembre 1938), è stato un nuotatore e pallanuotista statunitense, che ha partecipato alle Olimpiadi estive del 1928 e del 1936.
Alle Olimpiadi del 1928, ha gareggiato nei 400 metri stile libero maschili e si è piazzato sesto nella finale dell'evento con un tempo di 5: 25.0. Ha anche concluso al quarto posto assoluto nei 1.500 metri stile libero maschili in un tempo di 21: 05.0.
Figlio del nuotatore e pallanuotista olimpico del 1904 Joe Ruddy, ha partecipato come pallanuotista alle Olimpiadi estive del 1936 a Berlino.
Morì a causa di lesioni cerebrali subite in un incidente avvenuto nel 1938.
Nel 1977, è stato inserito nella USA Water Polo Hall of Fame.